# Магнуссен, Джеймс
Дже́ймс Ма́гнуссен (англ. James Magnussen; род. 11 апреля 1991, Порт-Маккуори) — австралийский пловец. Призёр Олимпийских игр, многократный чемпион мира.

## Карьера
В 2010 году стал бронзовым призёром чемпионата Австралии на дистанции 100 метров вольным стилем и впервые пробился в состав сборной Австралии. Этот успех позволил ему стать чемпионом Игр Содружества, которые проходили в Дели, выиграв эстафетный заплыв 4×100 м вольным стилем.
В начале 2011 года австралиец выиграл первенство страны с результатом 48.29, что сделало его одним из фаворитов предстоящего в Шанхае чемпионата мира. Магнуссен оправдал возложенные на него ожидания, завоевав на первенстве мира два золота и серебро. В первый день соревнований он с партнёрами по команде выиграл эстафету 4×100 вольным стилем. Четыре дня спустя он выиграл стометровку с результатом 47.63. В комплексной эстафете 4×100 м он показал быстрейшее время на этапе кролем, но этого оказалось недостаточно для общей победы.
На Олимпиаде в Лондоне Магнуссен выступил не лучшим образом. В эстафете 4×100 вольным стилем действующие чемпионы мира несмотря на лучшее время в квалификации стали только четвёртыми. На дистанции 50 метров австралиец даже не пробился в финальный заплыв. В своей коронной дисциплине — 100 метров вольным стилем Магнуссен стал вторым, уступив только лишь касание (0,01 с) американцу Натану Эдриану. Свою вторую олимпийскую медаль Джеймс добил в комплексной эстафете, где австралийцы завоевали бронзовые награды.
В 2013 году на чемпионате мира в Барселоне австралиец защитил чемпионское звание на дистанции 100 метров и стал серебряным призёром комбинированной эстафеты.
В 2014 году на Играх Содружества, которые прошли в Глазго Магнуссен завоевал четыре медали, две из которых высшего достоинства. Из-за травмы плеча австралиец вынужден был пропустить первенство мира в Казани.